# Horia Stancu
Horia Stancu (ur. 8 sierpnia 1926 w Salcia, zm. 14 października 1983 w Bukareszcie) – rumuński pisarz, syn pisarza Zaharii Stancu, autor powieści historycznych.
Stancu zadebiutował w 1949 na łamach pisma Flacăra. Jest autorem powieści historycznych.
Należy do nich Asklepios (rum. Asclepios, 1965), przedstawiona w formie autobiograficznej historia życia Asklepiosa antycznego lekarza greckiego (czczonego także wśród Rzymian jako Eskulap), syna boga Apollo. Obejmuje wydarzenia z okresu wojny trojańskiej. W kolejnej powieści, zatytułowanej Fanar (rum. Fanar, 1968) Stancu przedstawia burzliwe dzieje Księstw Rumuńskich w kontekście związków między Grekami (których symbolizuje Fanar, nazwa dzielnicy Stambułu, z której w roku 1798 rządzone są przez Turków znaczne połacie Europy włącznie z Mołdawią i Wołoszczyzną) a Rumunami na przełomie XVIII i XIX w. Autor pokazuje szeroko zakrojony obraz historyczny upadającego Imperium Osmańskiego w okresie inwazji Napoleona na Egipt i Syrię. W 1969 ukazała się powieść Powrót na pustynię (rum. Întoarcerea în deșert), nawiązująca do postaci Aleksandra Macedońskiego.